# Lijst van albums van De Rode Ridder
Dit is een chronologische lijst van albums van De Rode Ridder.
De eerste stripverhalen van De Rode Ridder werden ongekleurd uitgegeven in albums met een blauwe kaft.
Vanaf verhaal 106 De levende doden verschenen de verhalen in kleur met vanaf verhaal 107 een zilvergrijze kaft. Een groot deel van de eerder verschenen delen werden later in kleur en met zilvergrijze kaft heruitgegeven. Een deel van de verhalen is echter geheel niet meer verkrijgbaar.

## Albums
1. ↑  De nummers in het vet bestaan in kleur, de overigen zijn enkel verschenen in een zwart-wituitgave.

## Red Rider
Onderstaande albums werden getekend door Stedho op scenario van Lectrr
1. De zevende scherf (2017)
2. Teufelsberg (2017)
3. Het huis Merlijn (2017)